# 北山寒厳

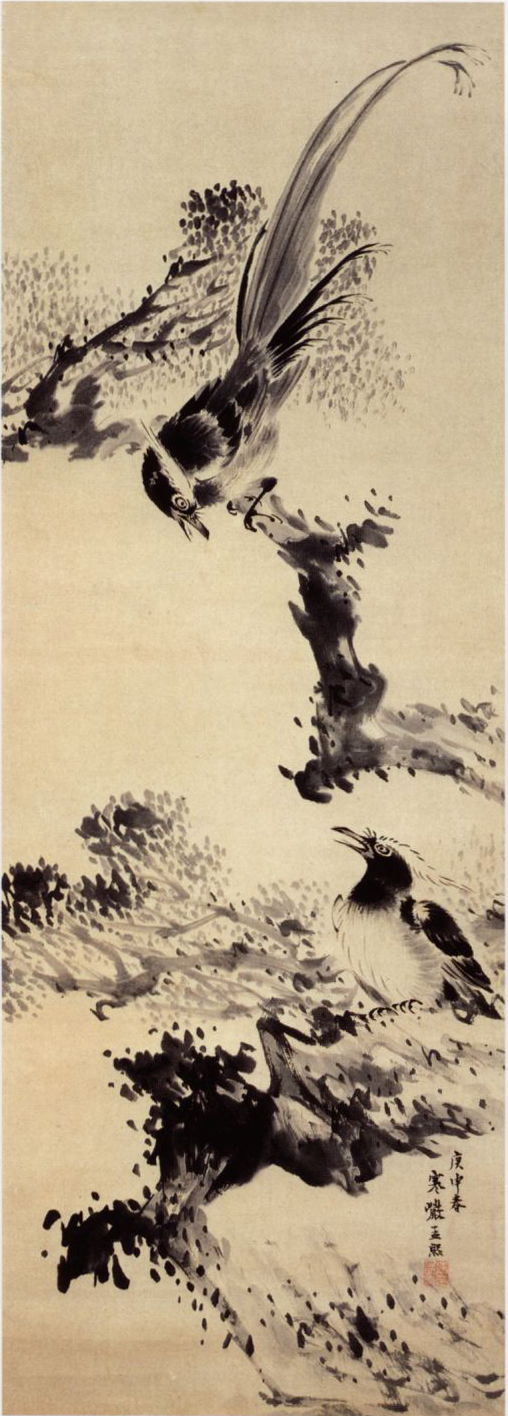
花鳥図

北山 寒厳（きたやま かんがん、明和4年10月26日（1767年12月16日） - 寛政13年1月18日（1801年3月2日））は、江戸時代中期の画家である。
江戸麻布に生まれる。本名は馬孟煕、字を文奎、通称 大太郎・権之助。幼名は伊賀丸・兵部侍郎・大太郎など。号の寒厳は麻布の寒山房に生まれたことからという。また17世紀のバロック画家ヴァン・ダイクにかけ樊泥亀（凡泥亀）と号した。

## 略歴
父 馬道良（日本姓は菅原氏）も画家で、祖は明国に起源をもつ。実母は寒厳4歳のとき没し継母馬場氏に育てられる。父から画を学び、自ら中国北宗画を研究した。画風には沈南蘋の影響も見られる。谷文晁の師としても知られるが、むしろ互いに影響を及ぼしながら画の研鑽をしあった関係にあった。寛政6年（1794年）には文晁と感応寺にて古画鑑画会を催してその模様を縮図録『書画甲観』として刊行している。田能村竹田は『山中人饒舌』の中で寒厳の画を高く評価しており「もし長生きしたなら谷文晁と名声を二分したであろう」と述懐している。
一方で蘭学の影響を受けて洋風画の研究を行っている。森島中良『紅毛雑話』・『万国新話』などに「獅子図」などの挿絵を提供し、「ローレンス・ヘイステル像」に代表されるパステル画の作品も残されている。
寛政13年（1801年）、35歳にて没する。法源寺（現在の保元寺・台東区橋場）に葬られる。『故寒厳先生葆光馬府君之碑』は異母弟の馬道輝によって建てられた。

## 作品

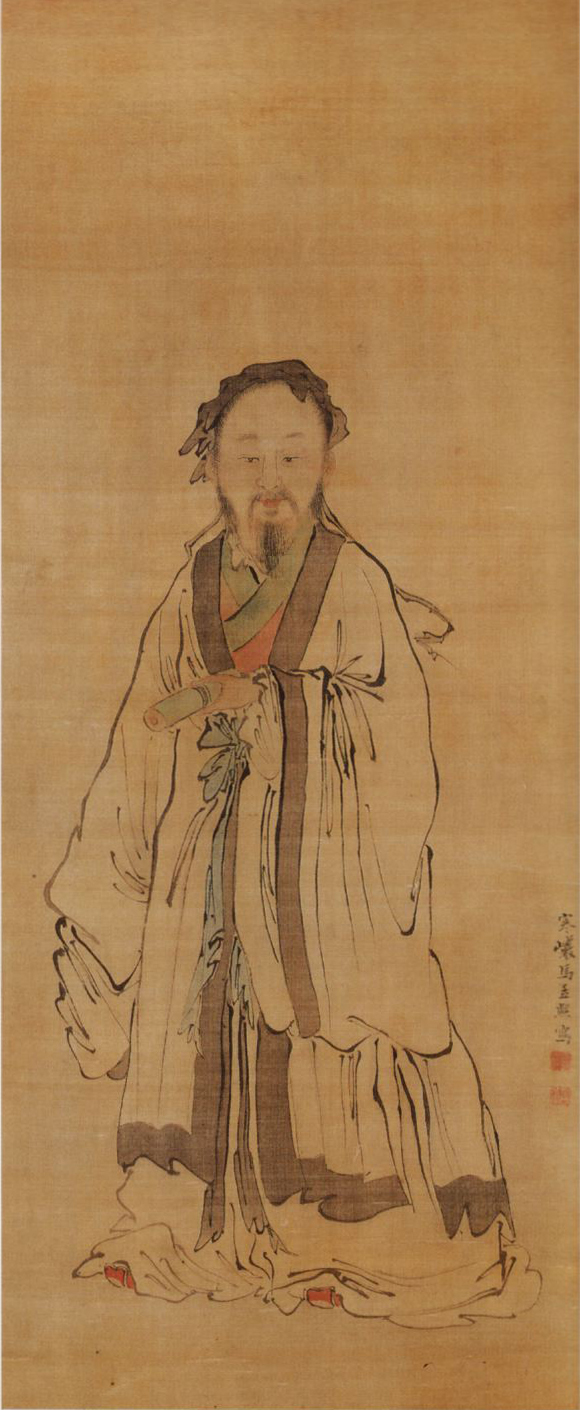
林和靖図

- 「ローレンス・ヘイステル像」（パステル人物画）
- 「林和靖図」栃木県立博物館
- 「樹木霊鳥図」板橋区立美術館

### 挿絵
- 『万国新話』（1789年）

## 脚註
1. ↑  『近世逸人画史』・『雲室随筆』
2. ↑  「山水図は朱端、人物図は呉偉、花鳥図は林良、同時に戴文進・呂廷振・車楚雲・鍾欽礼・張平山・趙阮竹らを交えて独自の画風を目指す」と友人への手紙の中で述べている（『山中人饒舌』）。